# Heinrich von Geißler

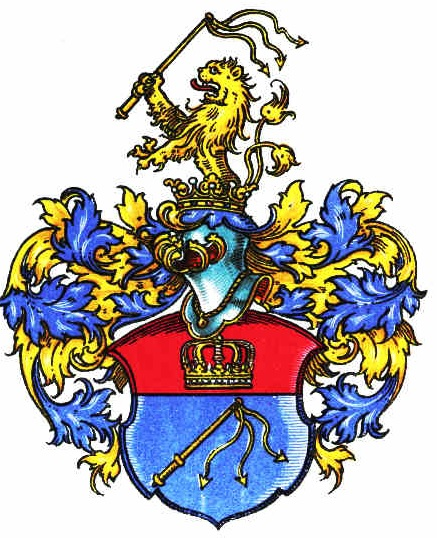
Wappen von Geißler-Leopoldshain

Heinrich Paul Geißler, seit 1861 von Geißler (* 25. Mai 1833 in Kosten; † 14. Juni 1898 in Leopoldshain) war preußischer Generalleutnant sowie Herr auf Leopoldshain, heute Łagów (Zgorzelec), und Markersdorf.

## Leben

### Herkunft
Heinrich war ein Sohn des gleichnamigen preußischen Rittmeisters und Herr auf Nieder-Markersdorf (Kreis Görlitz) Heinrich Geißler (1807–1878) und dessen Ehefrau Pauline, geborene Keller (1807–1891). Am 18. Oktober 1861 wurde sein Vater mit seinen Nachkommen in den erblichen preußischen Adelsstand erhoben.

### Militärkarriere
Geißler erhielt seine Schulbildung auf dem Gymnasium in Lissa. Anschließend besuchte er die Kadettenhäuserin Wahlstatt und Berlin. Nach seinem Abschluss trat er am 27. April 1850 als Portepeefähnrich in das 8. Infanterie-Regiment der Preußischen Armee ein. Am 7. Februar 1851 wurde er Sekondeleutnant und am 1. Oktober 1855 untersuchungsführender Offizier. Vom 1. Oktober 1857 bis zum 30. September 1860 war Geißler zur weiteren Ausbildung an die Allgemeine Kriegsschule kommandiert. Während der Mobilmachung anlässlich des Sardinischen Krieges war er vom 15. Juni bis zum 30. September 1859 zum III. Bataillon im 2. Garde-Landwehr-Regiment nach Cottbus kommandiert. Mitte August 1860 avancierte Geißler zum Premierleutnant und war ab dem 16. Dezember 1862 Adjutant der 6. Division kommandiert. Im Vorfeld des Deutsch-Dänischen Krieges kam Geißler am 15. März 1863 als erster Adjutant zur 6. Infanterie-Division des Kombinierten Armeekorps und nahm nach dem Beginn der Feindseligkeiten an den Kämpfen bei Eckernförde, Missunde, Büffelkoppel und Wihoi sowie dem Sturm auf die Düppeler Schanzen teil. Dafür erhielt er am 10. März 1864 den Roten Adlerorden IV. Klasse mit Schwertern und am 7. Juli 1864 den Kronen-Orden IV. Klasse mit Schwertern.
Nach dem Krieg stieg Geißler Mitte April 1865 zum Hauptmann und Kompaniechef in seinem Stammregiment auf. Als solcher führte er seine Kompanie 1866 im Krieg gegen Österreich bei Gitschin sowie Königgrätz und erhielt dafür am 20. September 1866  den Kronen-Orden III. Klasse mit Schwertern. Anschließend wurde er am 16. Februar 1867 als Adjutant zum III. Armee-Korps versetzt und am 24. Dezember 1867 zur Dienstleistung als Generalstabsoffizier zum Generalkommando des III. Armee-Korps kommandiert. Am 22. März 1868 kam Geißler in den Generalstab der 6. Division, wo er am 16. März 1869 zum Major befördert wurde. Während des Krieges gegen Frankreich kämpfte er bei Vionville, Gravelotte, Orleans und Le Mans sowie der Belagerung von Metz. Ferner befand er sich bei den Gefechten von Mancray, Azay, Montaille, Artenay und Change.
Ausgezeichnet mit beiden Klassen des Eisernen Kreuzes wurde Geißler nach dem Friedensschluss am 15. August 1871 zum Militärgouverneur den Prinzen Friedrich Leopold von Preußen ernannt und à la suite des Generalstabs gestellt. Unter Belassung in seiner Stellung als Militärgouverneur wurde er am 23. November 1871 dem Generalstab aggregiert und als Generalstabsoffizier zur III. Armee-Inspektion versetzt. Am 19. Januar 1873 erhielt er nachträglich für sein Wirken im Krieg gegen Frankreich den Pour le Merite und avancierte Mitte September 1874 zum Oberstleutnant. Schließlich wurde er am 27. Oktober 1874 unter Belassung seiner Stellung mit dem Rang und Gebührnisse eines Abteilungschef im Großen Generalstab zum Chef des Generalstabs der III. Armee-Inspektion ernannt. Dort stieg er am 22. März 1877 zum Oberst auf und erhielt am 29. November 1879 den Kronen-Orden II. Klasse mit Stern und Schwertern. Am 8. April 1882 wurde er mit der Uniform des Generalstabs zu den Offizieren der Armee versetzt und mit dem Ritterkreuz des Königlichen Hausordens vom Hohenzollern ausgezeichnet. Anschließend wurde er am 9. November 1882 zur Dienstleistung zum Brandenburgischen Füsilier-Regiment Nr. 35 kommandiert und am 15. März 1883 zum Regimentskommandeur ernannt. Unter Stellung à la suite seines Regiments beauftragte man Geißler am 24. Juli 1883 mit der Führung der 22. Infanterie-Brigade. Mit der Beförderung zum Generalmajor am 3. August 1883 erfolgte seine Ernennung zum Brigadekommandeur und anlässlich des Ordensfestes erhielt er im Januar 1886 den Roten Adlerorden II. Klasse mit Eichenlaub und Schwertern am Ringe. Aufgrund seines Gesundheitszustandes nahm er am 14. Mai 1887 einen dreimonatigen Monate Urlaub, um in Leopoldshain (Kreis Görlitz) zu kuren. Daraufhin wurde Geißler am 3. August 1887 mit dem Charakter als Generalleutnant und mit Pension zur Disposition gestellt.
Nach seiner Pensionierung wurde von seinem ehemaligen Schützling dem Prinzen Friedrich Leopold zu dessen Hochzeit eingeladen. Während der Hochzeit am 24. Juni 1889 bekam er den Stern zum Roten Adlerorden II. Klasse. Er starb am 14. Juni 1898 in Leopoldshain.

### Familie
Geißler heiratete am 27. April 1863 in Berlin Hedwig von Selchow (1843–1916), Tochter der Karoline von Hanstein und des Werner von Selchow. Das Paar hatte mehrere Kinder:
- Ulrich (1864–1908), preußischer Hauptmann
- Werner (1865–1892), preußischer Sekondeleutnant
- Wolf (*/† 1866)
- Paula (1869–1946) ⚭ 1901 Carl von Königsmarck (1839–1910)
- Marie (1874–1941)

⚭ 1899 Karl von Viebahn († 1901)
⚭ 1908 Victor von Woikowsky-Biedau (1866–1935)